# Shenron
Shenlong of Shenron is een draak die in de Dragon Ball-serie voorkomt.

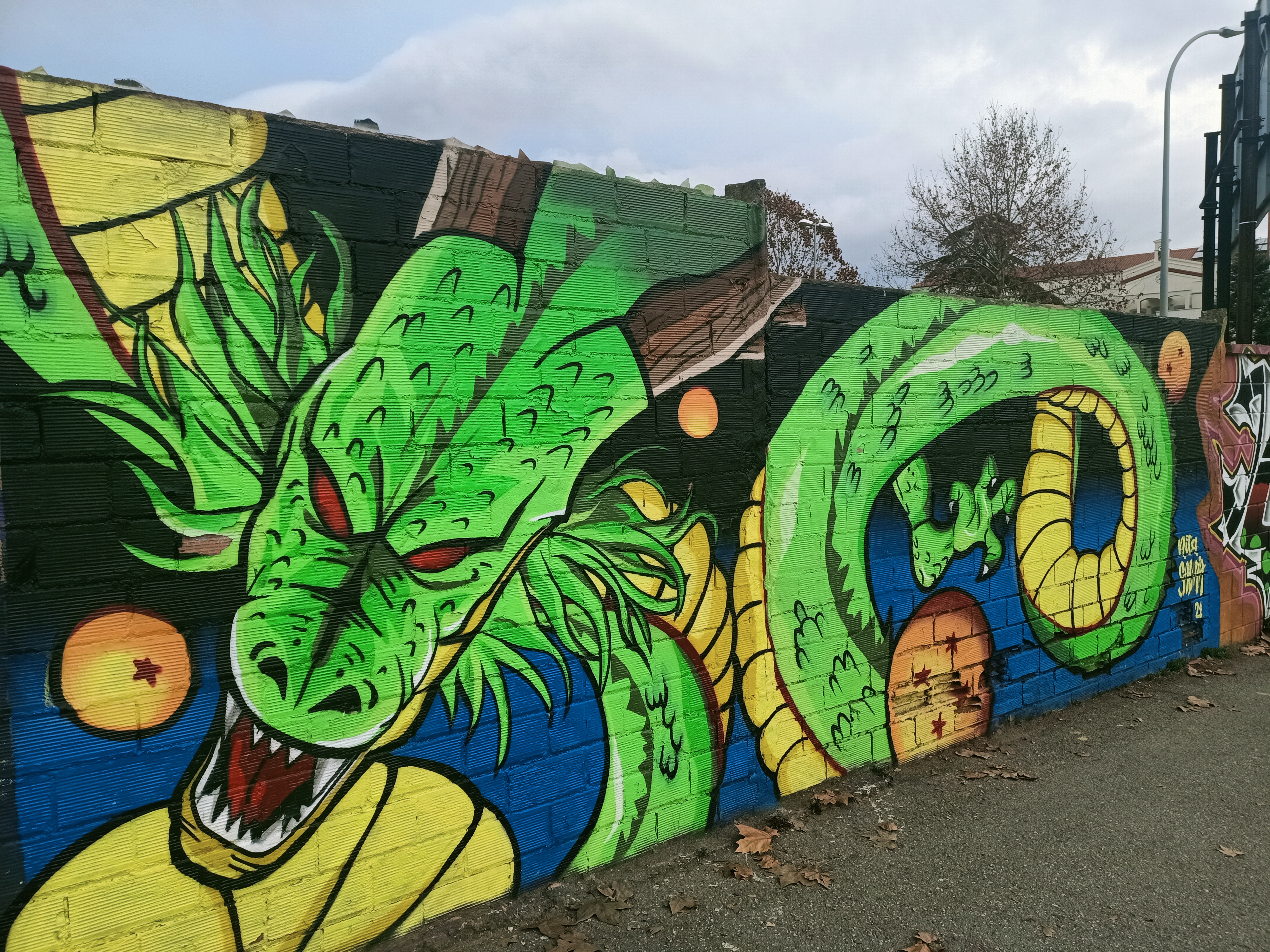
Graffiti of Shenron in Vic, Catalonia

Shenlong is een enorm grote groene draak die wordt opgeroepen door middel van de zeven Dragon Balls bij elkaar te zoeken.
De heilige draak Shenlong kan worden opgeroepen door alle zeven Dragon Balls te verzamelen. Shenlong kan elke wens vervullen zo lang als hij niet de kracht van zijn schepper te boven gaat en de schepper nog steeds leeft. Shenlong kan slechts een wens vervullen als hij wordt opgeroepen. De schepper van Shenlong is de almachtige.

## Dragon Balls
De zeven Dragon Balls die hierboven worden genoemd moeten wel op de aarde gevonden zijn. Het zijn oranje ballen die genummerd zijn door middel van sterren. Leg deze bij elkaar en roep: Heilige draak, verschijn en vervul mijn wens! Deze Dragon Balls worden verspreid over heel de wereld nadat de wensen in vervulling zijn gegaan. De Dragon Balls en de draak die hierin rust, zijn gemaakt door de mensen van Namek. Maar deze mensen moeten wel uit de Drakenfamilie komen, omdat alleen deze mensen de bevoegdheid en de vaardigheden hiervoor hebben.

## Beschermdraak
Shenlong is de beschermdraak van de aarde en daarom worden de Dragon Balls ook over de aarde verspreid na de vervulde wensen. Normaal gesproken vervult de draak maar 1 wens maar in de serie wordt er ook een wens gemaakt dat er voor die keer drie wensen gedaan mogen worden. Drie wensen is namelijk het maximum wat Shenlong kan vervullen.

## Draken
Er zijn meerdere draken buiten Shenlong. Eén hiervan is Porunga. Dit is de beschermdraak van Namek. Deze andere draken met hun Dragon Balls zijn ook gemaakt door verschillende mensen van de planeet Namek.

## Maker
Elke set van zeven Dragon Balls, en dus ook een draak, is er altijd ook een schepper hiervan. Op aarde was dit de almachtige, na Hem kwam Dende op de aarde. Voordat de almachtige uiteindelijk zijn rol als god kon krijgen moest Hij eerst hiervoor trainen. Uiteindelijk is het Hem niet gelukt omdat er iets kwaads in Hem zat. Hij moest zich splitsen van dit kwaad en hieruit ontstond Piccolo.

## Demonenkoning Piccolo
Son Goku verslaat Demonenkoning Piccolo en voordat hij sterft spuugt hij zijn ei uit. Dit ei bevat Piccolo Jr. zoals de meesten hem kennen. Dankzij dit ei worden alle herinneringen en krachten overgebracht op Piccolo Jr. Hij moet dan ook wraak nemen op Goku omdat Goku zijn vader heeft verslagen. Goku en Piccolo troffen elkaar en er kwamen steeds gevechten tussen de twee. Uiteindelijk heeft Goku Piccolo zijn hulp nodig als Raditz (de broer van Goku) op de aarde is gekomen met de taak om Goku te halen. Toen Piccolo Goku deze hulp heeft gegeven, heeft Piccolo het kwade een beetje laten rusten en is steeds meer tot bekwaamheid gekomen. Uiteindelijk heeft Piccolo het kwaad nog wel in zich, maar hij gedraagt zich er niet naar en laat het kwaad rusten. Later traint hij zelfs de zoon van Goku, Gohan (die vernoemd is naar de adoptieouder van Goku). Tijdens het gevecht tegen Nappa offert Piccolo zichzelf op voor Gohan waardoor het kwade zo goed als verdwenen lijkt.